# Museo nacional de Botsuana
El Museo nacional de Botsuana (en Setsuana: Mabolokelo a ditso a lefatshe la Botswana; inglés: Botswana National Museum; también conocido como el Museo Nacional y Galería de Arte) es un museo que está ubicado en la capital del país africano de Botsuana, la ciudad de Gaborone. Se trata de una institución multidisciplinar que incluye la Galería de Arte Nacional, la Biblioteca Nacional y la Galería Octágono, antes se realizó la adición de un jardín botánico en noviembre de 2007, muestra la artesanía tradicional de Botsuana y sus pinturas y tiene como objetivo celebrar el trabajo de artistas locales. 
El museo también está involucrada con la conservación de Tsodilo, la primera área del país que es patrimonio mundial, entre otros esfuerzos.